# The Darwin Incident
The Darwin Incident (яп. ダーウィン事変, Dāuin Jihen, укр. Інцидент Дарвіна) — манґа, написана та проілюстрована Сюн Умедзавою. З червня 2020 року серіал виходить в журналі Monthly Afternoon видавництва Kodansha. Анонсовано аніме-серіал.
У 2022 році The Darwin Incident виграв 15-й фестиваль Manga Taishō, а також нагороду Excellence Award на 25-му Японському фестивалі медіа-мистецтва.

## Сюжет
Під час спецоперації, яку проводить зоозахисна організація в біологічному науково-дослідному інституті, виявляють вагітну шимпанзе, яка народить «гуманзе» — напівлюдину-напівшимпанзе. Названий Чарлі, він виховується батьками-людьми протягом п'ятнадцяти років. Не людина і не тварина, його поведінка і чутливість викликають іскри в суспільстві. Але Чарлі не знає, що в іншому місці група веганських активістів прагне зробити його своєю емблемою.
Коли Чарлі вступив до старшої школи, він зустрів Люсі, дівчину, яку висміювали як «ботаніка», але яка була розумною дівчиною, і з нею зав'язалася дружба. Однак ALA (Альянс звільнення тварин), який «неодноразово бере участь у терористичній діяльності в пошуках звільнення тварин», додає Чарлі до своїх товаришів і «планує заманити його в тероризм», вдаючись до крайніх заходів. Це змушує жителів міста змінити своє ставлення до Чарлі та його родини.

## Медіа

### Манґа
The Darwin Incident розпочав публікацію в журналі Monthly Afternoon видавництва Kodansha 25 червня 2020 року. Перший том вийшов 20 листопада 2020 року. Станом на 22 травня 2024 року вийшло сім томів.

#### Список томів
| № | Дата виходу       | ISBN                   |
| - | ----------------- | ---------------------- |
| 1 | 20 листопада 2020 | ISBN 978-4-06-521398-8 |
| 2 | 21 травня 2021    | ISBN 978-4-06-523314-6 |
| 3 | 22 листопада 2021 | ISBN 978-4-06-525778-4 |
| 4 | 12 квітня 2022    | ISBN 978-4-06-527946-5 |
| 5 | 23 березня 2023   | ISBN 978-4-06-531026-7 |
| 6 | 22 листопада 2023 | ISBN 978-4-06-533687-8 |
| 7 | 22 травня 2024    | ISBN 978-4-06-535534-3 |

### Аніме
У травні 2024 року було оголошено, що манґа отримає аніме-адаптацію у вигляді телевізійного серіалу.

## Сприйняття
The Darwin Incident посів 10-е місце в списку найкращих манґ для чоловіків 2022 року. Серіал переміг на 15-му конкурсі Manga Taishō у 2022 році. Манґа посіла друге місце в рейтингу рекомендованих коміксів Publisher Comics 2022 року. Вона отримала нагороду Excellence Award на 25-му Японському фестивалі медіа-мистецтва у 2022 році. Серіал посів п'яте місце на 1st Late Night Manga Award, організованому журналом Crea Bungeishunjū у 2022 році. Він був номінований на 47-му премію Kodansha Manga Award у загальній категорії у 2023 році; він також був номінований на 48-е видання в тій же категорії у 2024 році. У 2023 році манґа була нагороджена французькою 17-ю премією ACBD «Asie de la Critique».